# 新西蘭壁虎屬
新西蘭壁虎屬（Naultinus），也称绿壁虎属、新西兰绿守宫属，是澳洲蜥虎科的一属。是新西蘭特有的兩屬澳洲蜥虎科之一。本属物种列入《濒危野生动植物种国际贸易公约附录Ⅰ、附录Ⅱ和附录Ⅲ》（CITES）2019年版附录Ⅱ。所有新西蘭壁虎屬都是棲於樹上及呈綠色，可以是純色、有斑點或有斑紋，有些甚至是呈檸檬黃色。由於牠們是日間活動的，很多時在森林內見到的都是牠們。
新西蘭壁虎屬的群落是沒有重疊的，因為每一物種的生態位非常相似，且都已適應了自己生活的環境。牠們的尾巴可以抓住東西，腳趾幼長，是為棲息在樹上的一種適應性，故此牠們不喜歡隨便的掉下尾巴。
新西蘭壁虎屬不像武趾虎屬般能改變身體的顏色。牠們可以呱呱的叫、唧唧叫或震音，在受壓時也可以吠叫。牠們的口腔內色彩很鮮艷，如鮮紅色或深藍色，可以用來嚇怕掠食者。

## 下属物种
本属包括以下物种：
- 綠樹守宮 Naultinus elegans Gray, 1842
- Naultinus flavirictus Hitchmough, Nielsen, Lysaght & Bauer, 2021
- Naultinus gemmeus Mccann, 1955
- 翡翠守宮 Naultinus grayii Bell, 1843
- Naultinus manukanus (Mccann, 1955)[3]
- 吠绿守宫 Naultinus punctatus Gray, 1843，惠灵顿绿守宫
- Naultinus rudis (Fischer, 1881)
- Naultinus stellatus Hutton, 1872
- Naultinus tuberculatus (Mccann, 1955)

## 保育狀況
本属所有种均被列為《瀕危野生動植物種國際貿易公約》附錄二的物種，被限制出口及貿易。

## 外部連結
- Lizards of the World （页面存档备份，存于）
- ZipCodeZoo